# Oise
Oise este un departament în nordul Franței, situat în regiunea Hauts-de-France. Este unul dintre departamentele originale ale Franței create în urma Revoluției din 1790. Este numit după râul omonim care traversează departamentul.

## Localități selectate

### Prefectură
- Beauvais

### Sub-prefecturi
- Clermont
- Compiègne
- Senlis

### Alte orașe
- Creil
- Chantilly

## Diviziuni administrative
- 4 arondismente;
- 41 cantoane;
- 693 comune;